# Gruppo Industriale del Reich
Il Gruppo Industriale del Reich (in tedesco Reichsgruppe Industrie; abbr. RGI) era un'organizzazione statale tedesca che è esistita durante il periodo del Terzo Reich, dal 1933 al 1945. La Reichsgruppe Industrie era un'associazione di gruppi industriali tedeschi che agivano come organismo di coordinamento tra le industrie e il governo nazista. Il Reichsgruppe Industrie faceva parte dell’Organizzazione dell'Economia Industriale (OGW), che era direttamente subordinata al Ministero dell'Economia del Reich (RVM).

## Storia

### Periodo interbellico
Il 30 gennaio 1933 Adolf Hitler diventa Cancelliere del Reich e il NSDAP prende il potere in Germania. Con l'arrivo al potere di Hitler, il 4 luglio 1933 viene fondato il Gruppo Industriale del Reich, un'organizzazione che riunisce e coordina le principali industrie tedesche sotto la supervisione del governo nazista. Fritz Thyssen diventa il presidente della RGI. Ad agosto il governo nazista introduce politiche per la pianificazione economica e la militarizzazione dell'industria tedesca. La Reichsgruppe Industrie è coinvolta nel coordinamento delle attività industriali in linea con questi obiettivi.
Dopo che Hjalmar Schacht divenne Ministro dell'economia del Reich nell'agosto 1934, abolì il sistema basato sul principio del capo creato dal suo predecessore Kurt Schmitt e impose un ritorno all'autogoverno delle associazioni di categoria. Il 10 settembre 1934 viene istituita la "Società per la Promozione dell'Economia Tedesca" sotto la supervisione del Gruppo Industriale. Questa organizzazione è stata creata per promuovere l'industrializzazione e lo sviluppo economico tedesco. Da dicembre 1934 il governo nazista promuove l'autarchia economica, cercando di ridurre la dipendenza dalle importazioni. Da quel momento la RGI gioca un ruolo fondamentale nell'orientare l'industria tedesca verso l'autosufficienza.
Il 1º marzo 1935 la Germania nazista annette la regione Saar, una regione di confine con importanti risorse industriali e di carbone. Di conseguenza il 16 marzo 1935 viene introdotta la legge delle Forze Armate (Wehrmachtsgesetz), che permette la militarizzazione dell'economia tedesca. La RGI è coinvolta nella gestione delle risorse e nell'organizzazione delle attività industriali nella regione Saar e nell'adattare l'industria per la produzione di armamenti e materiale bellico per la seconda guerra mondiale.
Con la continuazione della politica aggressiva della Germania nazista il governo continuava ad aumentare la produzione di armamenti per la preperazione alla seconda guerra mondiale. Così il 7 marzo 1936 fu occupata e rimilitarizzata la Renania, zona demilitarizzata secondo il Trattato di Versailles. Questo rappresenta un passo audace nel rafforzamento militare della Germania e ha implicazioni per la RGI nell'aumento della produzione bellica.
Il 13 marzo 1938 il Gruppo Industriale del Reich fu coinvolta nell'assorbire l'industria austriaca nel complesso economico tedesco dopo la conquista dell'Austria con l'Anschluss. La RI ebbe lo stesso ruolo durante la conquista tedesca della Cecoslovacchia nell'organizzare e coordinare l'industria in vista della crisi dopo l'annessione di nuovi territori accordati dalla collusione di Monaco del settembre 1938.
Il 15 marzo 1939 il Gruppo Industriale del Reich e la Federazione delle Industrie Britanniche firma l'accordo di Düsseldorf che prevedeva la divisione economica dell'Europa tra i monopoli della Germania nazista e del Regno Unito e una più stretta cooperazione economica tra le due potenze.

### Seconda guerra mondiale
Il 1º settembre 1939 con l'invasione della Polonia inizia la seconda guerra mondiale. In tutto il periodo delle guerra la RGI continua a produrre armamenti, carri armati, automobili da guerra e cartucce per il Wehrmacht.
Nel 1940 la Germania invade i Paesi Bassi, il Belgio, il Lussemburgo e la Francia.
Il 22 giugno 1941 prende il via l'invasione dell'Unione Sovietica da parte della Germania. La RGI gioca un ruolo critico nell'organizzazione dell'industria tedesca per sostenere l'offensiva orientale. L'industria tedesca, sotto il coordinamento della Reichsgruppe Industrie, è sempre più coinvolta nella produzione di armamenti, munizioni e risorse per il fronte orientale.
La guerra si trascina, e la Germania inizia a sperimentare problemi di approvvigionamento e produzione. Nel 1942 la RGI è coinvolta nella revisione delle strategie industriali per affrontare queste sfide. Vengono fatte grandi cambiamenti strategici ed economici.
Dopo le sconfitte tedesche in alcune importanti battaglie del 1943, l'industria tedesca si trova a dover far fronte a una riduzione delle risorse e delle materie prime. Il Gruppo Industriale del Reich cerca di gestire l'allocazione delle risorse in modo più efficiente.
Dopo l'attentato a Hitler del 20 luglio 1944, le operazioni belliche continuano. L'industria tedesca, sotto la supervisione della Reichsgruppe Industrie, continua a produrre materiali per la guerra. Negli ultimi due anni della guerra il Gruppo Industriale è costretto a stabilire decisioni sempre più complicate e svantaggiose.
Nel 1945 le forze armate degli alleati avanzarono in Germania. L'industria, coordinata dalla RGI, si trova a operare in condizioni sempre più difficoltose. Con la sconfitta della Germania nazista il 9 maggio 1945, la Reichsgruppe Industrie (Gruppo Industriale del Reich) cessa di esistere. Gli sforzi bellici tedeschi vengono arrestati e l'industria si trova a dover affrontare le conseguenze della guerra. Durante questo periodo, la RGI è stata coinvolta nella mobilitazione e nella gestione dell'industria tedesca per sostenere il conflitto. La carenza di risorse, le sfide logistiche e l'avanzata degli Alleati hanno reso sempre più difficile il mantenimento dell'effort bellico. Con la fine della guerra, la RGI ha cessato le sue attività, segnando la fine di un periodo di coordinamento industriale sotto il regime nazista.

## Ruolo e struttura

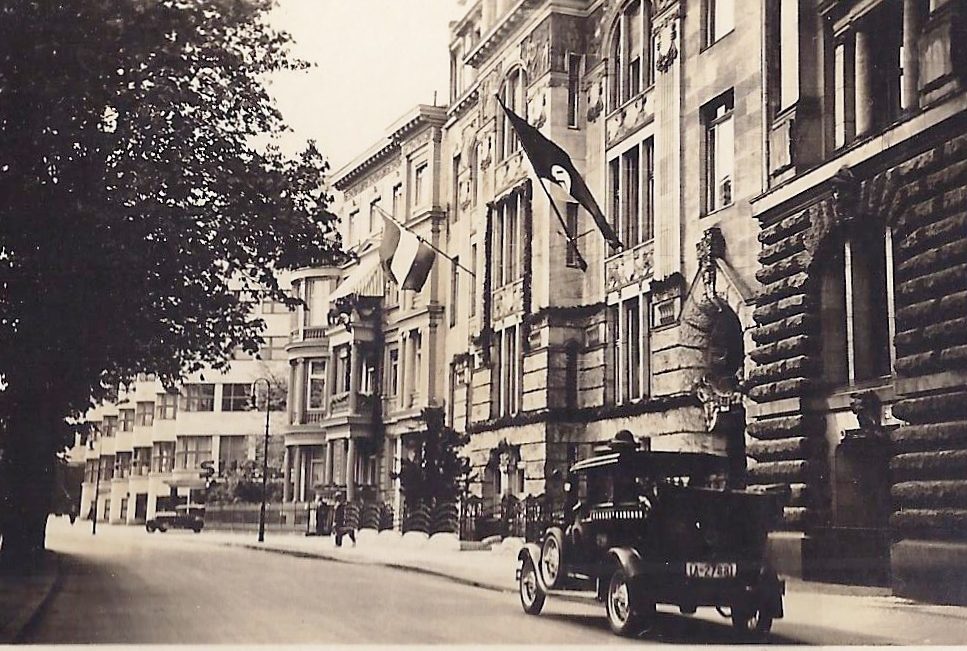
Sede del Gruppo Industriale del Reich nel 1934 a Berlino-Tiergarten.

Il suo ruolo principale era di coordinare e controllare le attività industriali nel paese in modo da allinearsi agli obiettivi economici e politici del regime nazista di Adolf Hitler. Alcuni dei ruoli e degli obiettivi della Reichsgruppe Industrie includono:
- Controllo dell'Industria: L'organizzazione aveva il compito di assicurare che le imprese tedesche fossero allineate con le politiche economiche e industriali del governo nazista. Questo includeva la mobilitazione dell'industria per scopi bellici e la promozione di produzione strategica.
- Collaborazione con il Governo: Il Gruppo Industriale del Reich ha facilitato la comunicazione e la collaborazione tra l'industria e il governo nazista, aiutando a implementare politiche economiche e industriali.
- Pianificazione Economica: L'organizzazione ha partecipato alla pianificazione economica del regime, inclusa la mobilitazione per la guerra e la gestione delle risorse industriali e umane.
- Sorveglianza delle Attività: La RI ha monitorato le attività industriali per garantire che le aziende rispettassero le direttive e le priorità stabilite dal governo.
- Promozione dell'Autarchia: Il regime nazista cercò di raggiungere l'autosufficienza economica attraverso politiche come l'autarchia, e l'organizzazione avrebbe lavorato per favorire tale obiettivo.
- Contributo alla Guerra: Durante la Seconda Guerra Mondiale, l'organizzazione ha giocato un ruolo nella gestione delle risorse industriali e nella produzione di materiali militari e di guerra.
- Integrazione dell'Industria: La RI cercava di integrare l'industria tedesca con gli obiettivi ideologici del regime nazista, promuovendo idee come l'autarchia economica e la preparazione militare.

Il Gruppo Industriale del Reich era uno strumento utilizzato dal regime nazista per coordinare e gestire l'industria tedesca al fine di promuovere gli obiettivi bellici, politici ed economici del governo. Il Reichsgruppe Industrie faceva parte della Organizzazione dell'Economia Industriale (OGW), che era direttamente subordinata al Ministero dell'Economia del Reich (RVM).

### Divisioni
Dal 1939 la Reichsgruppe Industrie era divisa in otto dipartimenti principali, o "Fachabteilungen" in tedesco, che si occupavano di diverse aree dell'industria e dell'economia. Questi dipartimenti riflettevano la struttura organizzativa dell'organizzazione e il modo in cui le attività industriali e commerciali venivano suddivise e gestite. Ecco i dipartimenti in cui era divisa la Reichsgruppe Industrie:, il Gruppo industriale del Reich era diviso in sette dipartimenti principali e 32 gruppi economici subordinati come segue:
1. Industria Siderurgica e Metallurgica: Rappresentava l'industria siderurgica, l'estrazione di metalli e la produzione di metalli non ferrosi.
2. Industria Chimica: Si occupava dell'industria chimica, della produzione di materiali chimici, di farmaci e di prodotti chimici industriali.
3. Industria Tessile: Rappresentava il settore tessile, la produzione di tessuti, abbigliamento e prodotti tessili.
4. Industria del Legno: Gestiva l'industria del legno, la produzione di mobili e prodotti in legno.
5. Industria Elettrica ed Elettronica: Rappresentava il settore elettrico ed elettronico, la produzione di apparecchiature elettriche, elettroniche e strumenti di comunicazione.
6. Industria del Cemento e Ceramica: Si occupava dell'industria del cemento, della produzione di materiali da costruzione e di prodotti ceramici.
7. Industria Automobilistica e delle Macchine: Rappresentava il settore automobilistico e delle macchine, la produzione di veicoli e macchinari industriali.
8. Industria Alimentare e del Tabacco: Gestiva l'industria alimentare, la produzione di bevande, tabacco e prodotti alimentari.

Oltre a un "comitato consultivo" previsto dalla legge, il cosiddetto "grande comitato consultivo" e numerosi comitati fungevano da organi consultivi del Reichsgruppe. Oltre ai membri del comitato consultivo, appartenevano al grande comitato consultivo (dal 1941) i capi dei gruppi economici e dei dipartimenti industriali, nonché i presidenti dei 24 comitati. La gestione dei comitati era di competenza delle funzioni competenti.

## Lista dei presidenti
| Nome            | Immagine | Data di nascita   | Periodo       | Periodo | Note |
| Nome            | Immagine | Data di nascita   | Inizio        | Fine    | Note |
| --------------- | -------- | ----------------- | ------------- | ------- | --- |
| Fritz Thyssen   |          | 9 novembre 1873   | 4 luglio 1933 | 1933    | Thyssen fu un industriale tedesco e sostenitore iniziale di Adolf Hitler e del regime nazionalsocialista. Tuttavia, entrò in contrasto con il regime a causa di divergenze di opinione e venne allontanato dalla presidenza della RGI nel corso del 1933. La sua uscita segnò l'inizio di una serie di cambiamenti di leadership all'interno dell'organizzazione. |
| Karl Lange      |          | 4 marzo 1878      | 1933          | 1937    | Durante il suo mandato, Lange svolse un ruolo di coordinamento tra l'industria tedesca e il governo nazista, contribuendo alla militarizzazione dell'economia e all'orientamento dell'industria verso gli obiettivi del regime. |
| Carl Krauch     |          | 7 aprile 1887     | 1937          | 1943    | Durante il suo mandato, Krauch svolse un ruolo chiave nell'organizzare l'industria tedesca per sostenere gli sforzi bellici del regime nazista durante la Seconda Guerra Mondiale. |
| Karl Süssheim   |          | 3 giugno 1891     | 1943          | 1945    | Durante il suo mandato, Süssheim affrontò la sfida di coordinare l'industria tedesca nel contesto degli sviluppi bellici e delle sfide che il regime nazista stava affrontando verso la fine della Seconda Guerra Mondiale. |
| Hermann Schmitz |          | 28 settembre 1881 | 1944          | 1945    | A causa della rapida evoluzione degli eventi nel corso dell'anno, la durata esatta della sua presidenza potrebbe variare. La Germania stava affrontando una crescente pressione militare e politica a causa delle sconfitte sul fronte bellico e dell'avanzata delle forze alleate. Inoltre, la RGI stava operando in un contesto di crescenti difficoltà logistiche e di risorse. La Seconda Guerra Mondiale terminò nel 1945 con la sconfitta della Germania nazista. |

## Persone coinvolte
Le seguenti persone furono coinvolte nell'organizzazione della RI:
1. Gustav Krupp von Bohlen und Halbach: Fu uno degli industriali più influenti e proprietario dell'importante impresa siderurgica Krupp. Anche se non era direttamente coinvolto nella Reichsgruppe Industrie, il suo sostegno e la sua influenza sull'industria tedesca erano rilevanti per il regime.
2. Albert Speer: Fu nominato Ministro dell'Armamento e della Produzione di Guerra e in seguito divenne uno dei principali leader dell'industria durante il regime. Fu coinvolto nell'organizzazione economica e produttiva del Terzo Reich, ma non era direttamente legato alla Reichsgruppe Industrie.
3. Wilhelm Keppler: Fu un economista e uomo d'affari tedesco che giocò un ruolo importante nell'organizzazione economica e nelle politiche del regime nazista. Fu coinvolto nella promozione delle politiche economiche naziste.
4. Karl-Otto Saur: Fu uno degli importanti rappresentanti dell'industria tedesca e servì come presidente della Reichsgruppe Industrie. Contribuì alla collaborazione tra l'industria e il governo nazista.
5. Hans Kehrl: Fu un economista e funzionario nazista che svolse un ruolo nella pianificazione economica e industriale del Terzo Reich, compresa la collaborazione con l'industria attraverso organizzazioni come la Reichsgruppe Industrie.
6. Eduard Schulte: Fu un imprenditore e membro dell'alta società che, sebbene non fosse direttamente coinvolto nella Reichsgruppe Industrie, fornì informazioni agli Alleati sulla produzione di armi e altre attività industriali durante la guerra.

Queste figure rappresentano solo alcune delle persone che potrebbero essere state coinvolte nell'organizzazione o che hanno avuto un ruolo significativo nell'industria tedesca durante il periodo nazista. La Reichsgruppe Industrie, come organizzazione statale, era parte di un complesso sistema di gestione economica e politica del regime nazista.

## Processo di Norimberga
Il Gruppo Industriale del Reich e i suoi leader sono stati oggetto di attenzione durante il Processo di Norimberga, che è stato un processo giuridico internazionale che si è svolto dal 20 novembre 1945 al 1º ottobre 1946. Durante questo processo, i principali leader nazisti furono processati per crimini di guerra, crimini contro l'umanità e cospirazione per commettere aggressioni.
Mentre il processo si è concentrato principalmente sui leader politici e militari del regime nazista, sono stati sollevati anche alcuni casi legati alle figure industriali e al loro coinvolgimento nei crimini del regime. Alcuni membri dell'industria, inclusi quelli associati al RGI, furono sottoposti a investigazioni e interrogatori per comprendere il loro coinvolgimento nell'implementazione della politica di guerra e nella sfruttamento delle risorse durante il periodo nazista. Per esempio Carl Krauch è stato coinvolto nel Processo di Norimberga, accusato e processato come parte del cosiddetto "Caso dell'industria" (Case VI) che trattava le accuse contro i membri dell'industria tedesca per il loro coinvolgimento nei crimini del regime nazista. Krauch, un dirigente dell'industria chimica tedesca, era stato coinvolto nella produzione di materiali utilizzati per la guerra e nel sfruttamento del lavoro forzato durante il periodo nazista. Nel corso del processo, è stato accusato di aver contribuito all'uso di lavoratori forzati, incluso il coinvolgimento nel programma di lavoro forzato per l'industria chimica. Nel processo, Carl Krauch fu ritenuto colpevole e condannato per crimini contro la pace e crimini contro l'umanità. Venne condannato a sei anni di carcere, una pena relativamente leggera rispetto ad altri imputati nel processo.
Nel corso del processo, il ruolo dell'industria tedesca e delle figure industriali nel supporto e nell'implementazione delle politiche naziste è stato oggetto di discussione. Sono stati presentati documenti e testimonianze che hanno evidenziato il coinvolgimento dell'industria nella produzione di armi, l'uso del lavoro forzato e altre attività che hanno contribuito alla macchina bellica nazista.
Tuttavia, va notato che il focus principale del Processo di Norimberga era sugli alti funzionari del governo e dell'esercito, e non tutti i membri dell'industria o del RGI sono stati coinvolti direttamente nel processo. Gli imputati industriali erano una minoranza rispetto ai leader politici e militari che furono processati per crimini di guerra.
Complessivamente, il ruolo dell'industria tedesca e del RGI durante il Processo di Norimberga ha contribuito a gettare luce su come le istituzioni e le imprese potrebbero essere coinvolte in attività che hanno contribuito alle politiche e ai crimini del regime nazista.